# カセム語
カセム語（カセムご、カセム語: Kassena 、英: Kasem）はグル語派に属する言語である。話者はガーナのアッパー・イースト州およびブルキナファソに居住するカッセーナ族の人々である。

## 言語名別称
- Kasena
- Kasim
- Kassem
- Kassena

## 方言
- East Kasem
- West Kasem